# Rohrbach Ro VII
Die Rohrbach Ro VII Robbe war ein deutsches Flugboot der Rohrbach Metallflugzeugbau GmbH, das in den 1920er Jahren unter Federführung von Kurt Tank entwickelt wurde.

## Entwicklung

### Ro VIIaRobbe I
Die Ro VII war das erste von Kurt Tank konstruierte Flugzeugmuster, der 1924 nach dem Abschluss seines Studiums direkt zum Rohrbach Metallflugzeugbau gewechselt und als junger Konstrukteur neben anderen wie Karl Frydag und Herbert Wagner eingestellt worden war. Das Unternehmen konnte sich bei der Entwicklung auf einen Auftrag stützen, den es im Juni 1926 von der Reichsmarine zum Bau von zwei Flugbooten erhalten hatte. Für weitere Hilfe finanzieller Art sorgten zwei staatliche Kredite, die das Reichsverkehrsministerium 1924 und 1925 gewährt hatte. Unmittelbar vor der Auftragserteilung waren am 21. Mai 1926 durch das Pariser Luftfahrtabkommen die im Versailler Vertrag festgelegten Beschränkungen der Luftfahrt im Deutschen Reich zumindest, was die Begriffsbestimmungen für den zivilen Sektor betraf, aufgehoben worden. Offiziell sollten die beiden Flugboote denn auch zu Post- und Kurierflügen sowie nach entsprechenden Umbauten auch zur Fluggastbeförderung verwendet werden, inoffiziell sollten sie auf eine eventuelle militärische Verwendung als Seeaufklärer hin getestet werden. Für diesen Zweck wurde denn auch durch das im Hintergrund agierende Militär der „4. Seeflug-Wettbewerb Warnemünde 1926“ in der Zeit vom 12. bis zum 31. Juli 1926 initiiert, an dem sich mehrere Firmen mit ihren Konstruktionen beteiligten.
Die beiden Robbe-Flugboote wurden trotz der kurzen Zeitspanne von der Auftragsvergabe bis hin zum Wettbewerbsbeginn rechtzeitig bei der Schwesterfirma Rohrbach-Metall-Aeroplane Co. A/S in Kopenhagen fertiggestellt, mit den KennzeichenD-926 und D-927 registriert und in die Meldeliste eingetragen. Geflogen wurden sie von Werner Landmann und Ernst-August Roth, die D-926 zur besseren Kenntlichmachung mit einem weißen, die D-927 mit einem roten Seitenruder, auf denen noch jeweils ein senkrecht verlaufender gelber Mittelstrich verlief. Die zugeteilten Wettbewerbsnummern 5 und 6 waren gut sichtbar am Bug angebracht.
Der Wettbewerb verlief für beide Luftfahrzeuge enttäuschend. Trotz einer beim Wiegetest ermittelten konkurrenzlosen Zuladung von 1200 kg erwiesen sie sich mit 2040 kg Rüstmasse als zu schwer. Weiterhin kam es bei einem Flug innerhalb der technischen Leistungsprüfung zu einem Unfall, als die Steuerbordluftschraube der D-927 am 15. Juli kurz vor der Landung zerbarst und die wegfliegenden Stücke das Querruder sowie den Backbordmotor beschädigten, dessen ebenfalls zersplitternde Luftschraubenblätter wiederum den Rumpf in Mitleidenschaft zogen. Dem Flugzeugführer Ernst-August Roth gelang zwar eine sichere Landung, doch schied die Ro VII damit aus dem Wettbewerb aus. Auch die D-926 wurde am 22. Juli bei einer harten Notwasserung 20 km vor Warnemünde infolge Motorschadens beschädigt und musste aufgeben. Sie konnte allerdings schnell instand gesetzt werden und nahm noch außer Wertung an der Seetüchtigkeitsprüfung teil, wo sie sich bei Seegang 4 bis 6 hervorragend bewährte.
Nach dem Ende des Treffens wurde eine Ro VII im August 1926 ins Rohrbach-Zweigwerk nach Kopenhagen überflogen, von wo aus Werner Landmann mit ihr am 23. des Monats fünf von der FAI bestätigte Weltrekorde aufstellen konnte. Etwas später erhielten beide Flugboote Vierblatt-Luftschrauben größeren Durchmessers, weshalb für einen reibungslosen Umlauf Aussparungen in die Oberseiten der Tragflächen in Höhe von deren Radius geschnitten werden mussten. Damit konnte eine von der DVL bestätigte Höchstgeschwindigkeit von 217 km/h mit 1250 kg Zuladung erreicht werden. Beide Robben wurden 1928 von der DVS übernommen und einige Zeit geflogen. Anschließend gingen sie an die Deutsche Luft Hansa, die sie mit jeweils sechs Sitzen ausstattete und auf der Strecke von Kopenhagen nach Oslo einsetzte.

### Ro VIIbRobbe II
1927 erschien eine völlig überarbeitete Ausführung mit stärkeren Triebwerken und erheblich erhöhter Startmasse, die sich auch äußerlich von dem Grundentwurf unterschied. Die wichtigsten Änderungen betrafen einen verbreiterten Rumpf mit modifiziertem Kiel und geschlossener Pilotenkanzel, eine vergrößerte Tragfläche mit spitz zulaufenden Flügelenden bei erhöhter Spannweite, Flügelfläche und -tiefe, ein verändertes Leitwerk und vergrößerte Schwimmer. Die Tragflächenform wurde im Hinblick auf den als Nächstes geplanten Entwurf eines transozeanischen Flugbootes gewählt, der wenig später mit dem Bau der Rohrbach Romar verwirklicht wurde.
Die modifizierte Konstruktion war dem Ehrgeiz Kurt Tanks geschuldet, der das Potenzial des Entwurfs als noch lange nicht ausgeschöpft ansah und weitere Weltrekordflüge anstrebte. Ernst Udet, der nach den 1927 durchgeführten ersten Testflügen von den Ambitionen hörte, bot Tank an, mit ihm gemeinsam mit der Robbe II eine Atlantiküberquerung in Ost-West-Richtung zu versuchen. Ein derartiger Flug war zu diesem Zeitpunkt noch nicht gelungen. Tank stimmte zu und im Herbst des Jahres starteten sie zusammen mit einem Bordtechniker in Vorbereitung zu diesem Vorhaben von Kopenhagen aus zu einem 2000-km-Rekordflug auf einem Rundkurs über Schweden und Dänemark. Nach einigen Runden barst, wie schon im Seeflugwettbewerb im Jahr zuvor, eine Luftschraube, diesmal auf der Backbordseite, die wiederum den rechten Propeller zerstörte. Die ziemlich harte Notlandung beschädigte das Flugboot und ein zusätzlich ausbrechendes Feuer zog es weiter in Mitleidenschaft. Der Brand konnte gelöscht werden und die Ro VIIb wurde zum nächsten Hafen geschleppt. Der Vorfall bedeutete das Ende des ambitionierten Vorhabens, das erst ein Jahr später durch Köhl, von Hünefeld und Fitzmaurice mit einer Junkers W 33 verwirklicht werden konnte. Die Versuchsflüge mit der instandgesetzten Robbe II wurden noch eine Zeitlang fortgesetzt und das Flugboot nach ihrem Abschluss demontiert; allerdings wurden wesentliche Baugruppen im Jahr darauf noch für die Herstellung der Rohrbach Rostra verwendet.

## Konstruktion

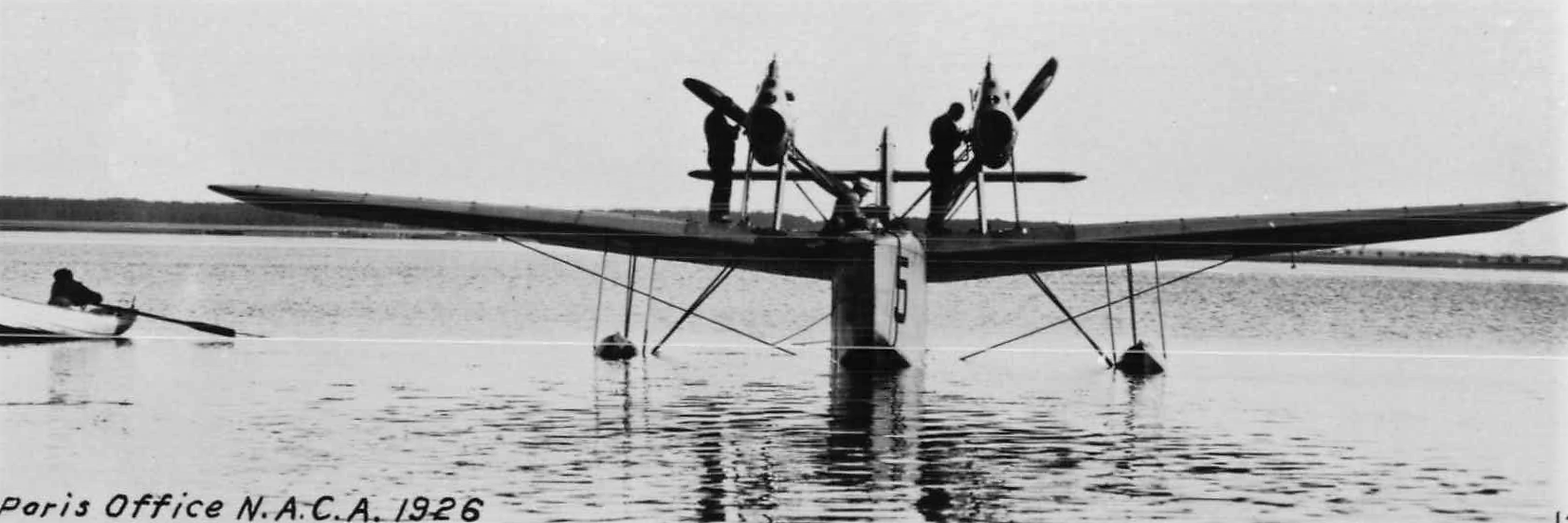
Die Vorderansicht der Ro VIIa zeigt gut die schmale, wenig Luftwiderstand bietende Rumpfkonstruktion

Die Ro VII ist ein halbfreitragender Schulterdecker in Ganzmetallbauweise. Die Rumpfform wurde im Gegensatz zu früheren Rohrbach-Konstruktionen, die einen nur schwach gekielten oder völlig flachen Boden aufwiesen, stark verändert. Der Bootskörper wies nun zur Verbesserung der Start- und Landeeigenschaften einen stark gekielten, zweistufigen Boden mit einem hohl gekielten Vorschiff bis hin zur ersten Stufe und einem stark V-förmig zum Heck auslaufenden Achterschiff auf. Diese Form war durch insgesamt 168 im Winter 1925/1926 an der Preußischen Versuchsanstalt für Wasserbau und Schiffbau durchgeführte Schleppversuche von verschiedenen Modellen ermittelt worden. In der Praxis bestätigte sich diese Bauweise denn auch durch eine verringerte Spritzwasserbildung beim Start, ein leichteres eintauchen beim Landevorgang sowie eine durch die Verringerung des Bodendrucks dabei generell geringer belastete Struktur. Für eine eventuelle militärische Verwendung verfügten die beiden Robbe-I-Flugboote über vorbereitete Waffenstände im Bug und im Rumpfrücken.
Der Rumpf an sich besteht aus Fachwerk-Rahmenspanten und tragender Beplankung aus Duraluminium. Er ist in durch Schotten abgetrennte Bereiche unterteilt, um ein Leckschlagen des gesamten Bootskörpers zu verhindern. Er ist während des Fluges begehbar, was durch Laufprofile erreicht wird, die ihrerseits auch Steifigkeit gewährleisten. Die je nach Variante offene oder geschlossene, zweisitzige Flugzeugführerkabine liegt vor der Flügelvorderkante und ist mit einem Doppelsteuer ausgestattet. Dahinter befindet sich eine weitere Kabine mit einem Telefunken-Funkgerät für das dritte Besatzungsmitglied.
Auch die Tragflächen unterscheiden sich von denen früherer Rohrbach-Flugboote. Sie sind im Grundriss nicht mehr rechteckig, sondern verjüngen sich bei abnehmender Flügeltiefe nach außen im Verhältnis 2:1 hin und laufen in abgerundeten Randbögen aus. Bei der Robbe II sind sie gar trapezförmig ausgelegt. Das Gerüst hingegen besteht in bewährter Weise aus einem als Hohlkastenträger ausgeformten Holm und tragender, beidseitiger Beplankung mit senkrechten, durch Querverbindungen unterteilten Längswänden. Dieser Aufbau verleiht den Tragflächen eine hohe Festigkeit, so dass sie ohne Probleme begehbar sind. Die Flügelenden sind als wasserdichte Kästen ausgelegt, die ein Sinken auch bei leckgeschlagenen Schwimmern verhindern. Vorder- und Hinterkante sind abklappbar gestaltet und als Rippenkästen ausgebildet. Die Querruder werden über Steuerstangen betätigt. Von den Tragflächenunterseiten laufen Spannkabel zum unteren Rumpf, was eine leichtere Bauweise des Tragwerks bei gleichzeitig erhöhter Festigkeit möglich macht. Bei der Ro VIIb waren die Kabel nicht mehr notwendig und entfielen ersatzlos.

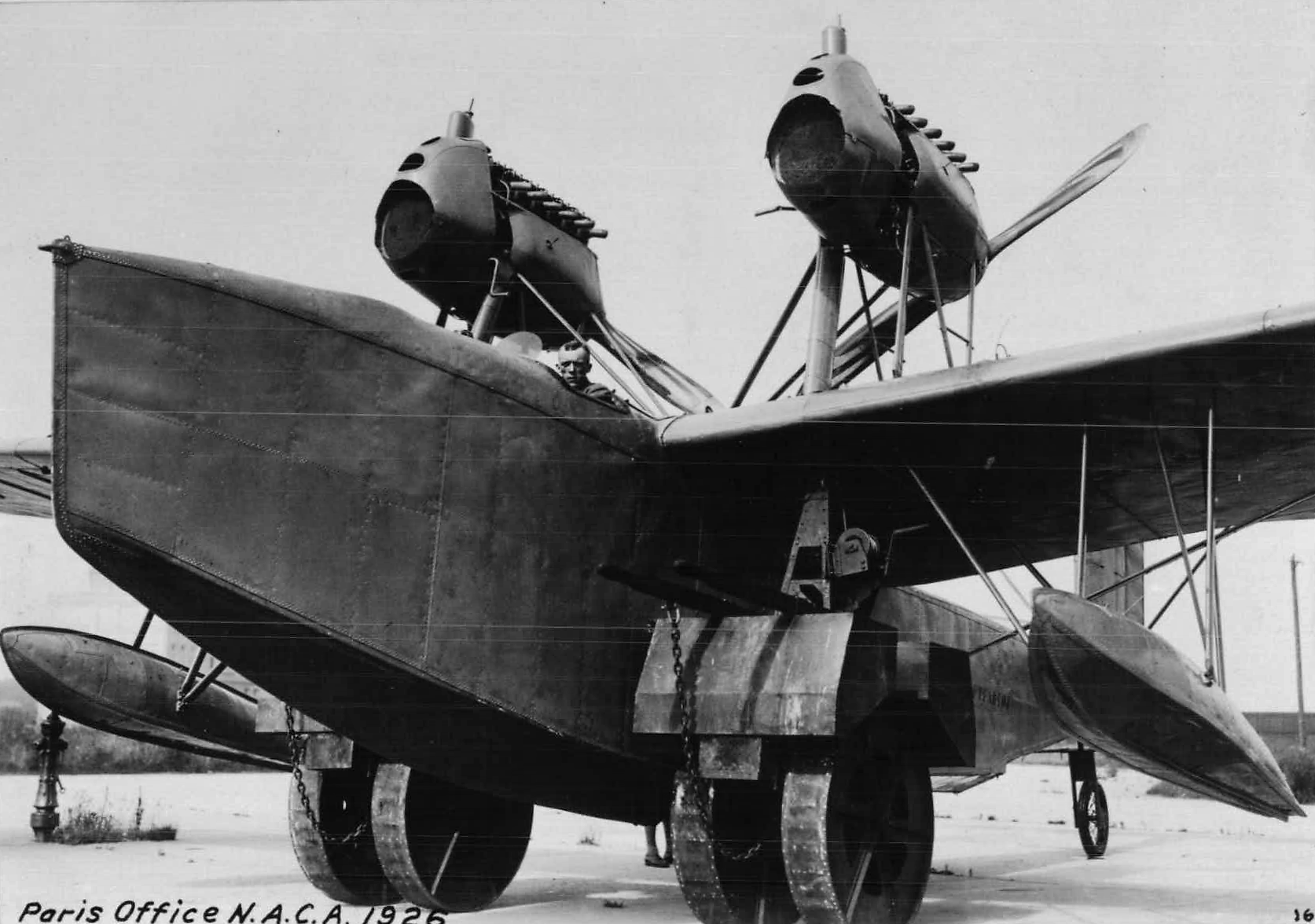
Eine Robbe I auf ihrem Bergungswagen

Auf den Tragflächen sind zwei Stahlrohrstrebenböcke nebeneinander angeordnet, auf denen die beiden Reihenmotoren spritzwassergeschützt in stromlinienförmigen Verkleidungen angebracht sind, die zwei starre Holzluftschrauben mit 2,75 m Durchmesser in Druckanordnung antreiben. Sie sind in höchstmöglicher Nähe zueinander angebracht, um auch bei Ausfall eines Triebwerks den Einmotorenflug mit sehr geringem Drehmoment zu ermöglichen; zudem wird dadurch das Manövrieren auf dem Wasser mit nur einem Antrieb erleichtert. Für letzteres besitzt die Ro VII als Lenkhilfe ein von den Steuerflächen abkuppelbares Ruder hinter der zweiten Stufe.
Die Ro VII ist mit einem auf das Heck aufgesetzten Seitenleitwerk versehen, dessen Seitenflosse das hochangesetzte, mit Stahlbeschlägen befestigte und durch je eine Strebe pro Seite am Rumpf abgestützte Höhenleitwerk trägt. Die Grundform des Gesamtleitwerks ist viereckig mit abgerundeten Enden. Die Konstruktion entspricht der der Tragflächen mit Hohlkastenträgern aus Duralumin.
Wie auch die Vorgängermodelle Ro III und Ro IIIa Rodra verfügen die Robbe-Flugboote als Nottakelage über zwei drehbar gelagerte Steckmasten aus Duralumin, an denen zwei Focksegel ohne Baum gesetzt werden können. Das Flugboot ist so bei einem Motorenausfall auf dem Wasser noch manövrierfähig. Als Hilfsmittel zum leichteren Anlanden entwickelte Rohrbach einen speziellen schwimmfähigen Bergungswagen mit zwei Rädern von 1,5 m Durchmesser, der unter den Rumpf bis unter die Tragflächen geschoben wurde. Zusammen mit einem Hilfsrad am Heck konnte das Flugboot so problemlos an Land gerollt werden.
Etwa auf halber Höhe der Tragflächen sind die beidseitig angeordneten Schwimmer mit jeweils drei versetzten V-Streben und zwei einzelnen Streben an deren Unterseite befestigt. Sie sind ebenfalls gestuft und gekielt und mit Fachwerks-Rahmenspanten ausgeformt.

## Technische Daten

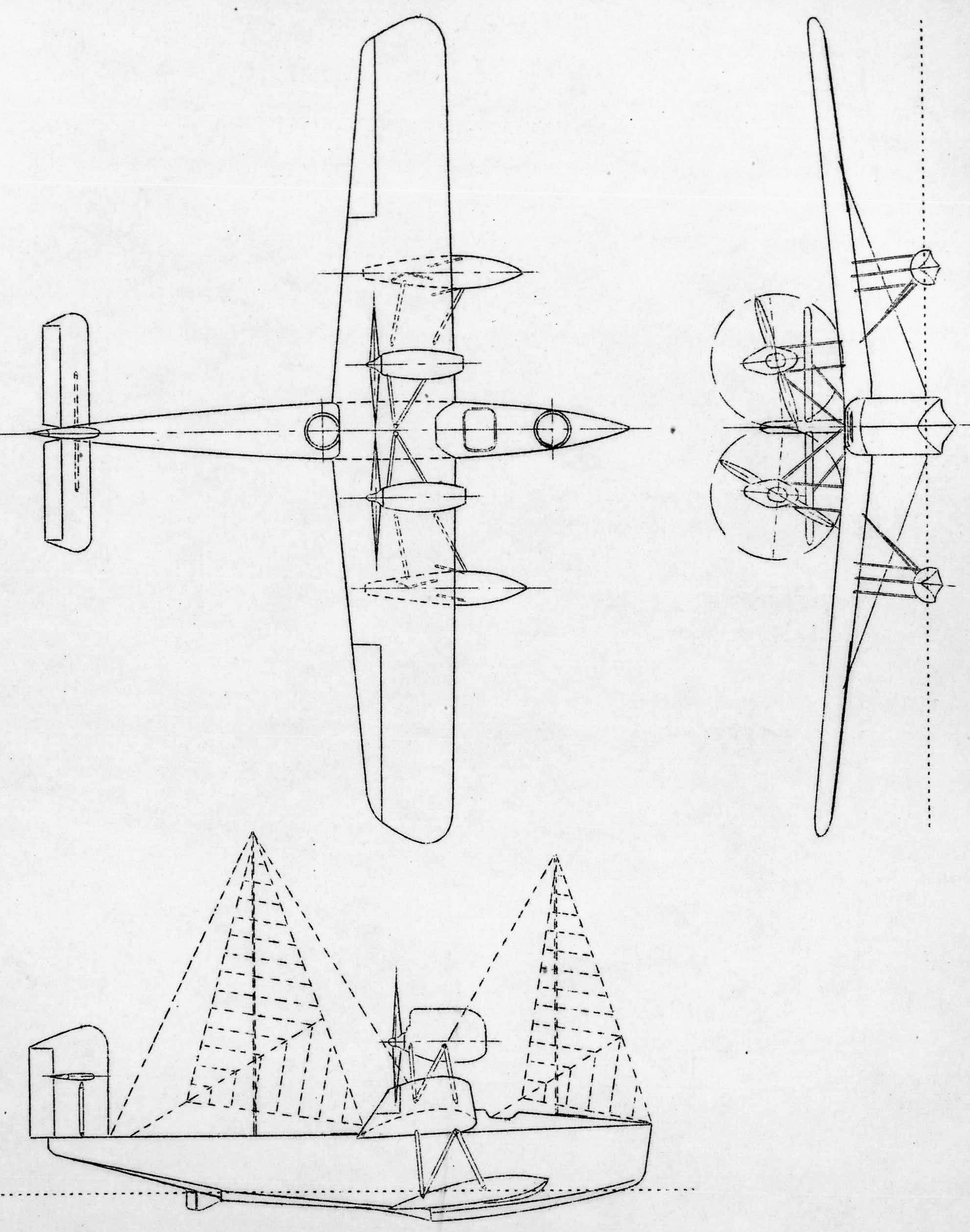
Dreiseitenansicht der Ro VIIa

| Kenngröße                                | Daten (Ro VII „Robbe I“)                                                                                 | Daten (Ro VII „Robbe II“)                                                                              |
| ---------------------------------------- | --- | --- |
| Besatzung                                | 3 | 4 |
| Spannweite                               | 17,40 m                                                                                                  | 21,60 m                                                                                                |
| Länge                                    | 13,20 m                                                                                                  | 15,30 m                                                                                                |
| Höhe                                     | 5,13 m                                                                                                   | 5,75 m                                                                                                 |
| Flügelfläche                             | 40,00 m²                                                                                                 | 55,00 m²                                                                                               |
| Flügelstreckung                          | 7,5 | 8,5 |
| V-Stellung                               | 6° | 6° |
| Flächenbelastung                         | 85,2 kg/m²                                                                                               | 100 kg/m²                                                                                              |
| Leistungsbelastung                       | 7,3 kg/PS                                                                                                | |
| Rüstmasse                                | 2000 kg                                                                                                  | 2900 kg                                                                                                |
| Zuladung                                 | 1360 kg                                                                                                  | 2600 kg                                                                                                |
| Nutzlast                                 | 586 kg                                                                                                   | |
| Startmasse                               | 3360 kg                                                                                                  | 5500 kg                                                                                                |
| Antrieb                                  | zwei wassergekühlte Sechszylinder-Viertakt-Reihenmotoren                                                 | zwei wassergekühlte Zwölfzylinder-Viertakt-V-Motoren                                                   |
| Typ                                      | BMW IVa                                                                                                  | BMW VI 5,5                                                                                             |
| Startleistung Nennleistung Dauerleistung | je 320 PS (235 kW) bei 1650/m je 300 PS (221 kW) bei 1600/m je 240 PS (177 kW) bei 1450/m in 4000 m Höhe | je 630 PS (463 kW) bei 1650/m je 600 PS (441 kW) bei 1620/m je 500 PS (368 kW) bei 1560/m in Bodennähe |
| Höchstgeschwindigkeit                    | 217 km/h in Bodennähe 210 km/h in 2000 m Höhe                                                            | 220 km/h in Bodennähe                                                                                  |
| Reisegeschwindigkeit                     | 150 km/h                                                                                                 | 190 km/h                                                                                               |
| Landegeschwindigkeit                     | 116 km/h                                                                                                 | 135 km/h                                                                                               |
| Steigleistung                            | 5 min auf 1000 m Höhe 10 min auf 2000 m Höhe 16 min auf 3000 m Höhe                                      | |
| Reichweite                               | 1200 km                                                                                                  | 1000 km                                                                                                |
| Dienstgipfelhöhe                         | 4500 m                                                                                                   | 4300 m                                                                                                 |

## Rekorde
- 186 km/h über 100 km mit 500 kg Nutzlast
- 180 km/h über 500 km mit 500 kg Nutzlast
- 186 km/h über 100 km mit 1000 kg Nutzlast
- 180 km/h über 500 km mit 1000 kg Nutzlast
- 519 km mit 1000 kg Nutzlast
- 217 km/h mit 1250 kg Zuladung